# Niederwangen (Wangen im Allgäu)

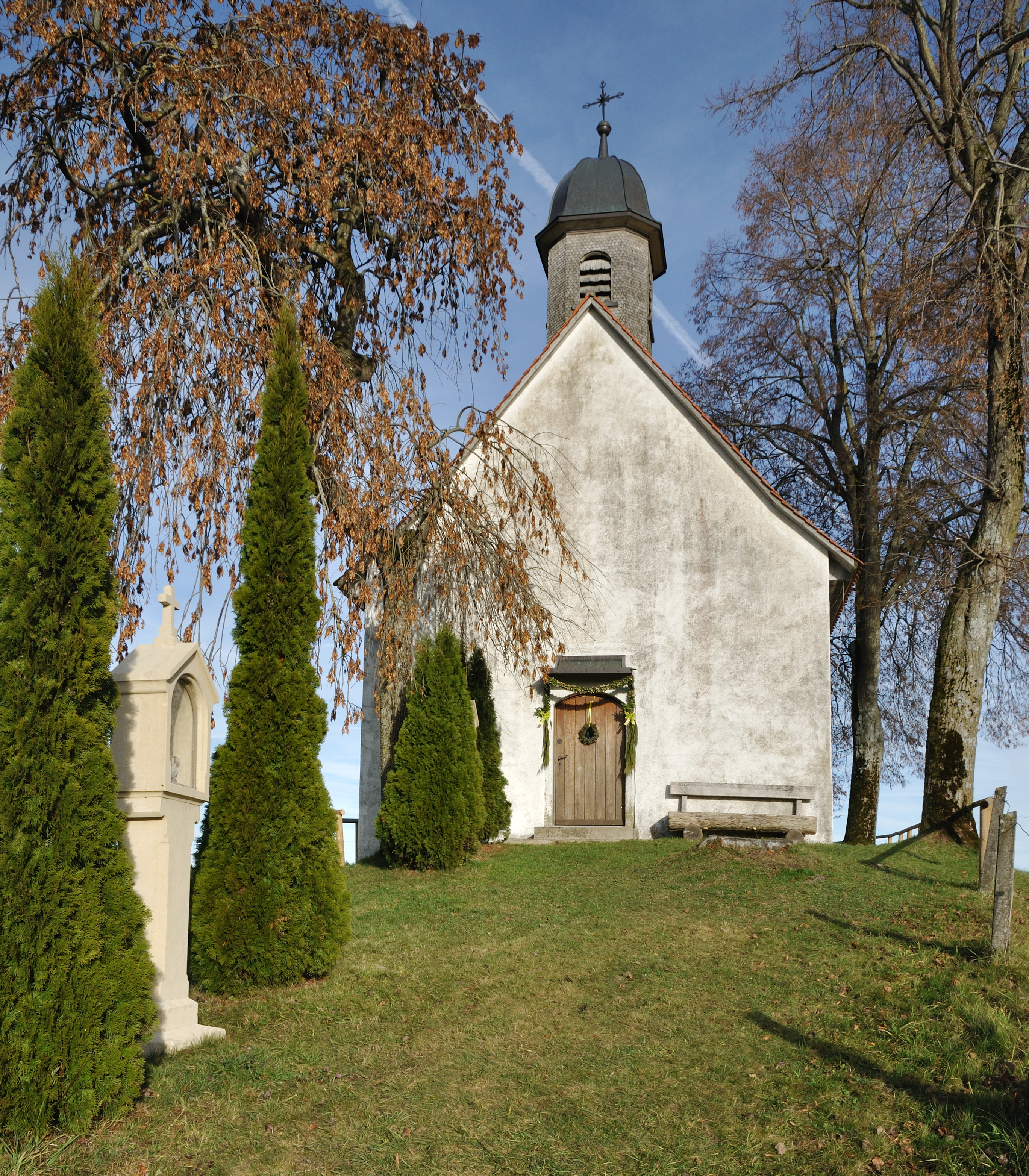
Kalvarienbergkapelle in Niederwangen

Niederwangen ist ein Teilort der Großen Kreisstadt Wangen im Allgäu im Landkreis Ravensburg in Baden-Württemberg.

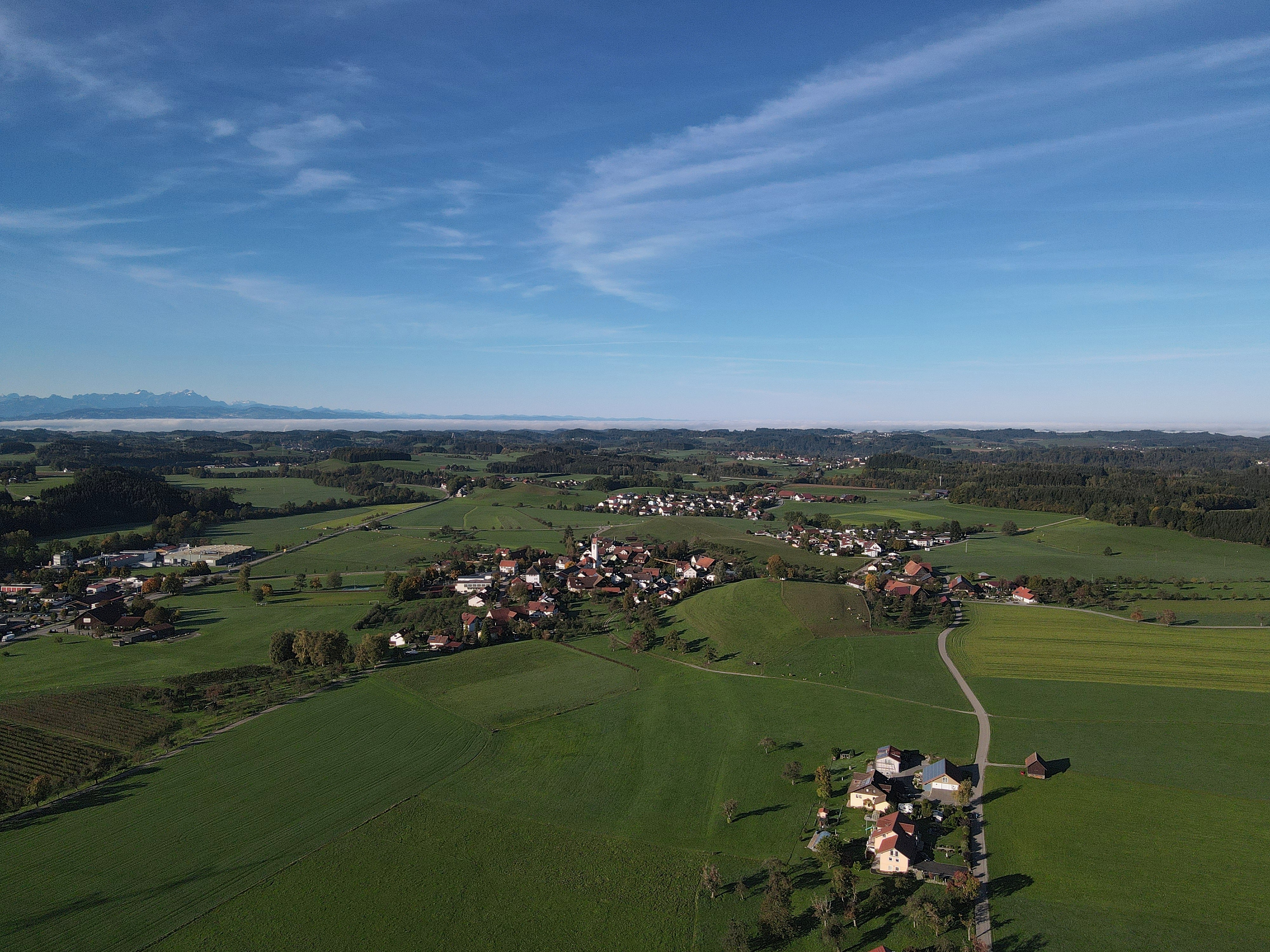
Niederwangen von oben mit Blick nach West

## Lage
Der Ort liegt etwa drei Kilometer südwestlich des Hauptortes Wangen.
Zur ehemaligen Gemeinde gehörten folgende Teilorte und Wohnplätze:
- Berg mit Weissenhof
- Böhen
- Breutentann
- Bürsten mit Kebachhof
- Dorreite
- Elitz mit Baurus
- Ettensweiler mit Biggelshof, Fidelershof, Locherhof, Wälschenhof beim Wälschen und Wälschenhof beim Wachter
- Feld
- Hatzenweiler
- Herzmanns
- Humbrechts mit Geigers, Ibelers und Moser
- Weißes
- Iussenweiler mit Moorhaus, Paulshof und Wälsches
- Lachen
- Löwenhorn
- Niederwangen mit Kussenhof und Thomashof
- Nieraz mit Hochstatt, Nierazbad, Ölmühle und Sailers
- Obermoosweiler mit Schmidles
- Schuppenberg
- Wellbrechts
- Wolfaz

## Geschichte
Niederwangen wurde 856 als Nidironwangun erstmals erwähnt. Das Gemeindegebiet war eine Hauptmannschaft der Reichsstadt Wangen, welche die Hohe und Niedere Gerichtsbarkeit von den Grafen von Montfort-Tettnang erlangte. Nur einige Weiler blieben bis ca. 1700 in der Hohen Gerichtsbarkeit der Grafen. 1802 fiel das Gebiet an das Kurfürstentum Bayern und 1810 durch den Grenzvertrag zwischen Bayern und Württemberg zusammen mit der Stadt Wangen an Württemberg. 1819 entstand die Gemeinde Niederwangen im Oberamt Wangen. Niederwangen wurde am 1. Februar 1972 im Rahmen der Gemeindereform in die Stadt Wangen im Allgäu eingegliedert.